# Klemen Nemanič
Klemen Nemanič, slovenski nogometaš, * 7. november 1996, Ljubljana.
Nemanič je profesionalni nogometaš, ki igra na položaju branilca. Od leta 2025 je član slovaškega kluba DAC Dunajská Streda. Ped tem je igral za slovenske klube Dob, Tabor Sežana in Celje, poljsko Legionovio Legionowo in romunsko Csíkszeredo. Skupno je v prvi slovenski ligi odigral 137 tekem in dosegel dva gola, v drugi slovenski ligi pa 74 tekem in sedem golov. Bil je tudi član slovenske reprezentance do 16, 17 in 19 let.